# Gliese 41
Gliese 41 is een hoofdreeksster van het type F9, gelegen in het sterrenbeeld Cassiopeia op 61,7 lichtjaar van de Zon. De ster heeft een baansnelheid rond het galactisch centrum van 26,4 km/s.